# Marion Mahony
Marion Griffin (Chicago, 14 de fevereiro de 1871 — 10 de agosto de 1961) foi uma arquiteta e artista dos Estados Unidos. Foi uma das primeiras mulheres a serem licenciadas arquitetas do mundo, e é um dos membros originais do movimento Prairie School.

## Biografia
Marion Mahony Griffin nasceu em Chicago, segundo filho, primeira mulher, de cinco crianças sobreviventes de Jeremiah Mahony, jornalista natural de Cork, Ireland, e Clara Hamilton, professora escolar. Sua família mudou-se para perto de Winnetka após o Grande Incêndio de Chicago. Crescendo lá, ficou fascinada com o rápido desaparecimento da vegetação enquanto o subúrbio crescia depressa. Influenciada por seu primo, Dwight Perkins, decidiu-se a levar adiante sua educação em uma época em poucas mulheres chegavam a frequentar a universidade. Formou-se pelo Massachusetts Institute of Technology (M.I.T.) em 1894. Foi uma das primeiras mulheres a formar-se em arquitetura. Sentia-se insegura sobre sua capacidade em completar a tese de graduação mas seu professor, Constant-Désiré Despradelle, incentivou-a a ir adiante. Apesar de seu grande talento, algumas vezes teve dificuldades em achar seu lugar tanto na sociedade como em seu campo profissional. Depois de formada, Mahony trabalhou no escritório de arquitetura de seus primos. O espaço era compartilhado entre muitos arquitetos, incluindo Frank Lloyd Wright. em 1895 Mahony foi a primeira mulher a ser contratada por Wright e passou a desenhar prédios, móveis, vitrais e painéis decorativos. Suas belas perspectivas em aquarela, tanto de prédios como paisagismo ficara conhecidas como uma das marcas do estilo Wright de trabalho, contudo o famoso arquiteto nunca deu a ela o crédito por seus desenhos. Um século depois seria conhecida como uma das maiores desenhistas de arquitetura, mas, durante sua vida, seu talento era visto apenas como uma extensão do trabalho feito pelos homens do escritório. Esteve no escritório de Wright por quase 15 anos e em muito contribuiu para sua reputação, particularmente pelo importante Wasmuth Portfolio, para o qual Mahony criou mais da metade dos numerosos desenhos. O historiador de arquitetura Reyner Banham atribui a ela o título de "maior desenhista de arquitetura de sua geração". Suas vistas da K. C. DeRhodes House em South Bend, Indiana foram amplamente elogiadas por Wright e muitos outros críticos.
Wright minimizava a contribuição dos outros membros da Prairie School, Mahony incluida. Infelizmente, a visão da maioria dos historiadores do século passado seguia Wright. Claro entendimento da contribuição de Marion Mahony na arquitetura do Oak Park Studio vem por meio do filho de Wright, John Lloyd Wright, que afirma que William Drummond,Francis Barry Byrne, Walter Burley Griffin, Albert Chase McArthur, Marion Mahony, Isabel Roberts e George Willis eram os esbocistas, cada qual responsavel por valiosas contribuições ao Prairie Style pelo qual Wright tornou-se famoso. Neste período Mahony projetou a residência de seu irmão, Gerald Mahony (1907) em Elkhart, Indiana.
Quando Wright apressadamente viajou para a Europa com Mamah Borthwick Cheney em 1909, ofereceu seus contratos para Mahony. Ela declinou. Depois que Wright foi embora, Hermann V. von Holst, que assumira contratos de Wright, contratou Mahony com a condição de que ela teria controle dos desenhos. deste modo, Mahony foi a arquiteta rsponsável por grande número dos projetos que Wright abandonara. Dois exemplos são o primeiro projeto (não edidifcado) para a mansão de Henry Ford em Dearborn, Fair Lane e a Amberg House em Grand Rapids, Michigan.
Marion Mahony recomendou a von Holst que contratasse Griffin para desenvolver os projetos de paisagismo das três casas em Milliken Place contratadas por Wright em Decatur, Illinois. Mahony e Griffin trabalharam juntos no Projeto Decatur até seu casamento, quando Mahony passou a trabalhar no escritório de Griffin. Rock Crest Rock Glen em Mason City, Iowa, um projeto com diversas casas de Walter Burley Griffin e Marion Mahony, é encarado como o trabalho mais dramático da década deste estilo e permanece como a maior coleção de casas, em ambiente natural, no estilo Prairie.
Mahony e Walter Burley Griffin casaram-se 1911, uma associação que durou 28 anos. Griffin era um arquiteto, ex-companheiro de trabalho no escritório de Wright, e um dos líderes do movimento Prairie School de arquitetura. As perspectivas em aquarela que Marion executou para ilustrar o projeto de Canberra, a nova capital da Austrália, que Walter concebera, foram importantes para assegurar a vitória na competição internacional pelo planejamento da cidade. Em 1914 o casal mudou-se para a Austrália para supervisionar a construção de Canberra. Marion gerenciava o escritório em Sydney e era responsável outros pelos projetos privados do casal. Foram pioneiros no método de construção conhecido como Knitlock, vagamente inspirado nos blocos texturizados que Wright utilizada em suas casas nos 1920s.
Mais tarde os Griffins trabalharam na Índia onde, em menos de um ano, Mahony supervisionou o projeto da mais cem casas Prairie School.  Walter Griffin morreu na India em 1937. Mahony completou seus trabalhoes e retornou aos Estados Unidos. Mahony e Griffin espalharam o Prairie Style em três continentes. Ela atribuía a Louis Sullivan o pioneirismo na filosofia da Prairie School. Considerava que o hábito de Wright por assumir o crédito pelo movimento explicava sua morte prematura nos Estados Unidos.

### Morte

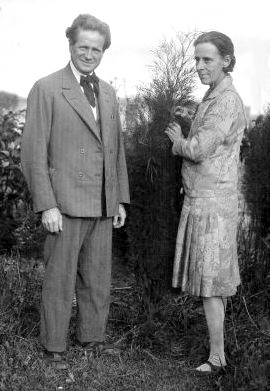
Walter Burley Griffin e Marion Mahony Griffin em Sydney, 1930

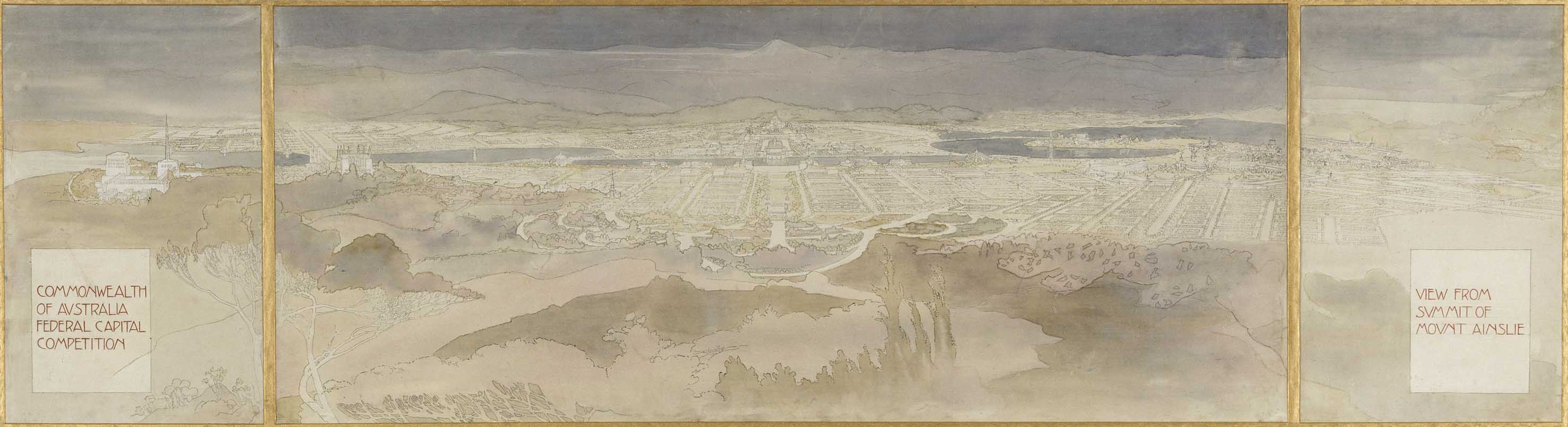
Aquarela do projeto de Canberra

Marion Mahony Griffin morreu aos 90 anos em Chicago. Apesar de ter sobrevivido ao marido por 24 anos, pouco fez em sua velhice para avançar em sua carreira como arquiteta.  "Na ocasião em que falou à Illinois Society of Architects, não mencionou seu trabalho, em vez, preferiu discursar sobre a antroposofia, filosofia de conhecimento espiritual desenvolvida por Rudolf Steiner."
Está enterrada no Graceland Cemetery, Irving Park Road & Clark Street, Chicago, com outros conhecidos arquitetos: David Adler, Louis Sullivan, Daniel H. Burnham, Bruce Goff, William Holabird, Howard Van Doren Shaw e Ludwig Mies van der Rohe.

## Alguns trabalhos de arquitetura atribuídos, parcial ou totalmente, a Marion Mahony Griffin
- All Souls Church (demolida), Evanston, Illinois – 1901
- The Gerald and Hattie Mahony Residence (demolida), Elkhart, Indiana - 1907[14]
- David Amberg Residence, 505 College Avenue SE, Grand Rapids, Michigan -1909[15]
- Edward P. Irving Residence, 2 Millikin Place, Decatur, Illinois -1909[16]
- Robert Mueller Residence, 1 Millikin Place, Decatur, Illinois -1909[17]
- Adolph Mueller Residence, 4 Millikin Place, Decatur, Illinois - 1910[18][19]
- Niles Club Company, Club House, Niles, Michigan - 1911[20]
- Henry Ford Residence “FairLane” (projeto inicial não edificado; 1913)
- Koehne House (demolida em 1974), Palm Beach, Flórida - 1914[21][22][23][24]
- Cooley Residence, Grand St. na Texas Avenue, Monroe, Luisiana[25]
- Fern Room, Cafe Austrália, Melbourne, Austrália - 1916
- Capitol Theatre, Swanston Street, Melbourne, Austrália – 1921-23[26]
- "Stokesay", residência de Mr. & Mrs. Onians, 289 Nepean Highway, Seaford, Victoria, Austrália - 1925
- Ellen Mower Residence, 12 The Rampart, Castlecrag, Sydney - 1926
- Creswick Residence, Castlecrag, Sydney, Australia - 1926
- S.R. Salter Residence (método Knitlock), Toorak, Victoria, Austrália - 1927[27]
- Vaughan Griffin Residence, 52 Darebin St., Heidelberg, Victoria, Austrália -1927[28]